# Brünigschwinget

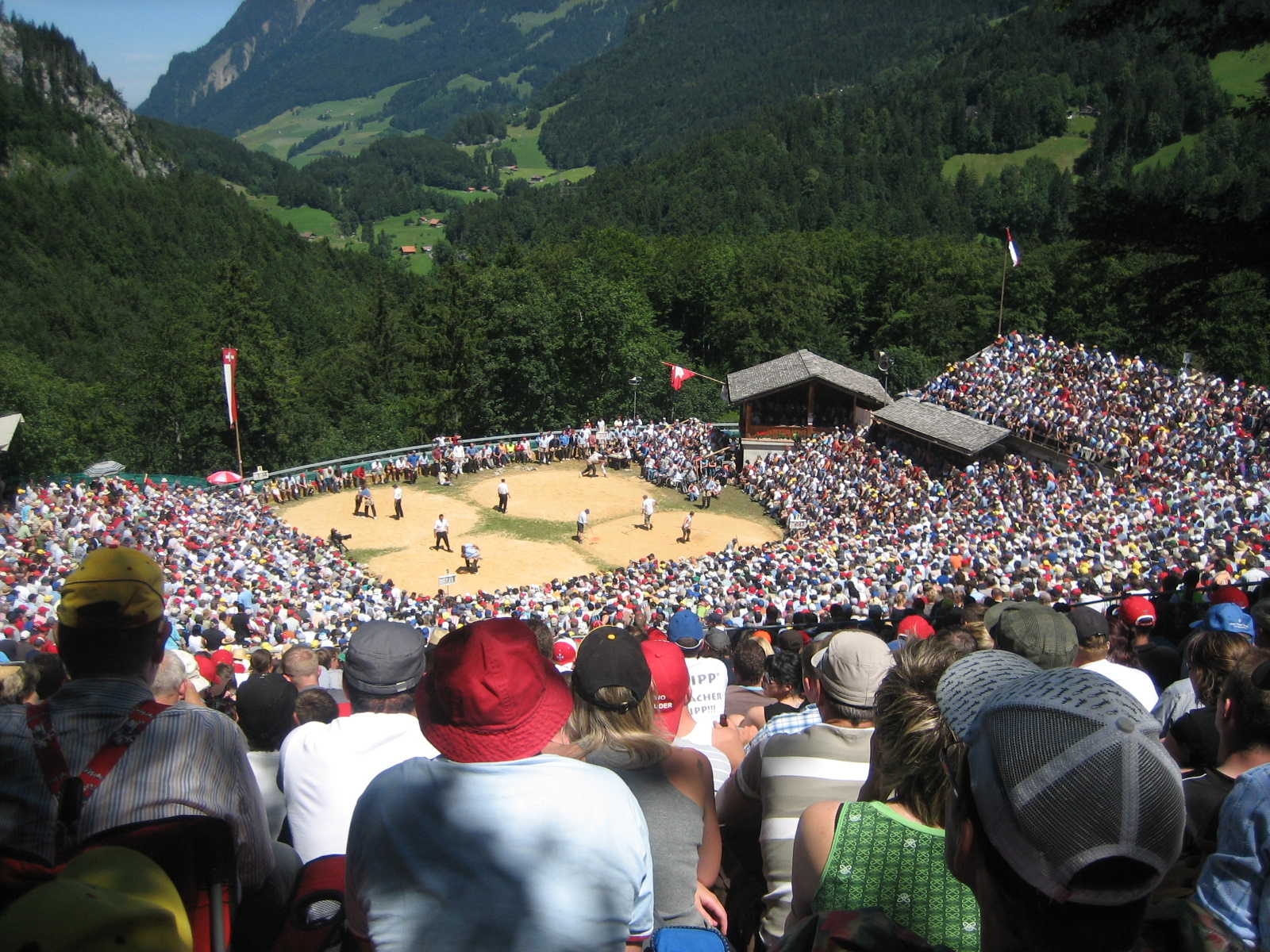
Der Brünigschwinget von 2009

Der Brünigschwinget ist einer der prestigeträchtigsten Schweizer Schwing-Wettbewerbe, der seit 1893 auf dem Brünigpass durchgeführt wird. Er zählt zu den sechs Bergkranzfesten.

## Veranstaltung
Der Brünigschwinget findet jeweils am letzten Sonntag des Juli auf dem Brünigpass zwischen dem Kanton Obwalden (Gemeinde Lungern) und dem Berner Oberland statt und startet morgens um 8 Uhr mit dem Anschwingen. Organisatoren sind der Schwingerverband Ob- und Nidwalden und die Schwingersektion Hasliberg. Wie alle Schwingfeste findet es in einem volkstümlichen Rahmen mit Ländlern, Jodeln und Fahnenschwingen statt, und es werden dabei viele Trachten getragen.
In den Anfangsjahren fand der Brünigschwinget auf dem Bärschwendi, einem Heimwesen unterhalb der Kantonsstrasse, statt und wurde «Wachtschwinget» genannt, da bei dem Kappelerkrieg 1531 die katholischen Obwaldner an der Kantonsgrenze Wache standen, um zu verhindern, dass reformierte Berner eindringen. Später wechselte man zum Grandhotel Kurhaus auf der Berner Seite. Im Kriegsjahr 1916 wurde an der Brünigstrasse der heutige Schwingplatz errichtet. Seitdem wird der Brünigschwinget in dieser speziell zu diesem Zweck ausgebauten Wettkampfstätte, einer Naturarena mit einem Ausblick ins Sarneraatal, ausgetragen.
Es gibt jedes Jahr 120 Teilnehmer und über 6000 Zuschauer. Im Januar 2012 beschlossen der Ob- und Nidwaldner Schwingerverband und die Schwingersektion Hasliberg, die Brünigarena für knapp 1,4 Mio. Franken auszubauen. Der Ausbau erfolgte 2012, und danach standen ca. 5100 Sitzplätze und ca. 1000 Stehplätze zur Verfügung, wobei nur die Tickets für die Stehplätze in den freien Verkauf kommen.
1960 kam es beim Brünigschwinget im Schlussgang zu einem tragischen Zwischenfall, bei dem Beat Thöni, nachdem er von Karl Meli auf den Rücken gelegt worden war, mit einer Querschnittlähmung vom Platz getragen werden musste.

## Bedeutung
Ein Bergschwingfest wie der Brünigschwinget ist für einen Schwinger so etwas wie die Nationalliga. Ein Kranz (vorderer Rang) hat eine hohe Bedeutung, über die jeweiligen Sieger wird in nationalen Medien berichtet. Höheres Prestige bieten nur das Eidgenössische Schwing- und Älplerfest, der Kilchberger Schwinget und das Unspunnenfest.